# Moloh

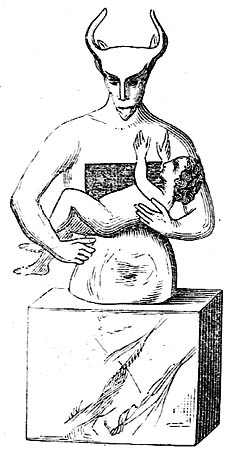
Moloh

Moloh (alte denumiri: Moloch, Molekh, Molok, Molock, Moloc, Milcom sau Molcom) (reprezentând semiticul מלך m-l-k, o rădăcină semitică cu sensul de „rege”) este numele unui zeu antic, posibil prima oară venerat în regatul Ammon. Cultul lui Moloh a fost practicat de fenicienii canaaniți și de culturile conexe din Africa de Nord și Levant.
Deoarece numele „Moloh” este aproape întotdeauna însoțit de articolul hotărât în ebraică, este posibil ca acesta să fie un titlu care înseamnă „regele”, așa cum este uneori tradus în Septuaginta. În secolul al XX-lea, filozoful Martin Buber a propus că „Moloch” se referă la „Melekh Yahweh” („Regele Iehova”). O viziune similară a fost exprimată mai târziu de Thomas Römer (1999). Brian Schmidt, totuși, susține că menționarea lui Baal în Ieremia 32:35 sugerează că termenul „conducătorul” s-ar fi putut referi în schimb la Baal.
Moloh a fost asociat cu un anumit tip de sacrificii de ispășire a copiilor de către părinți. Moloh apare în cartea Deuteronom și în Levitic ca o formă de idolatrie interzisă (Leviticul 18:21: Să nu dai pe nici unul dintre fiii tăi să fie jertfiți lui Moleh, profanând astfel Numele Dumnezeului tău. Eu sunt Domnul.).  În Vechiul Testament, Gheena era o vale din Ierusalim, în care cei care se închinau diferiților zei Baal și canaaniți, inclusiv Moloh sacrificau copiii lor prin foc (2 Cronici 28:3, 33:6; Ieremia 7:31, 19:2–6).
Evreii în cazuri izolate au practicat sacrificiul uman către Yahweh, acest ritual era numit Moloh (ritualul, nu zeul). Mark S. Smith argumentează că în perioada persană acest lucru a devenit desuet, fiind condamnat în Biblie.
Moloh a fost folosit la figurat în literatura engleză, începând cu John Milton în Paradisul pierdut (1667) și până la Allen Ginsberg în "Howl" (1955), pentru a se referi la o persoană sau un lucru care cere sau care necesită un sacrificiu foarte mare.

## Legături externe
Materiale media legate de Moloh la Wikimedia Commons
  Materiale media legate de Moloh la Wikimedia Commons
- Old articles on Moloch
  - Encyclopædia Biblica: Minni – Mordecai (Contains a very long but now outdated article on Moloch from 1899.)
  - Jewish Encyclopedia: Moloch and  Chiun (Short examples of older discussion.)
  - Catholic Encyclopedia: Moloch (A short article, in part denying that Moloch sacrifices were offered to Yahweh as argued in the Encyclopædia Biblica and Jewish Encyclopedia.)
  -  Chisholm, Hugh, ed. (1911). „Moloch”. Encyclopædia Britannica (ed. 11). Cambridge University Press.
- On the Molk sacrifice
  - A Preliminary Report on the Incirli Stele Arhivat în 20 iulie 2011, la Wayback Machine. (Discussion of a stele with Phoenician text which may equate molk/mulk to first-born son).
  - HelgaSeeden, "A tophet in Tyre?" 1991. from Bertyus 39 (American University of Beirut).
  - Amman excavation Arhivat în 29 septembrie 2011, la Wayback Machine.
- Jewishvirtuallibrary.org Arhivat în 10 mai 2011, la Wayback Machine.